# Distretto di Velyka Lepetycha
Il distretto di Velyka Lepetycha (in ucraino Великолепетиський район?) era un distretto (rajon) dell'Ucraina, situato nell'oblast' di Cherson. Il suo capoluogo era Velyka Lepetycha. È stato soppresso con la riforma amministrativa del 2020.